# Liste der Kulturdenkmale in Brügge (Holstein)
In der Liste der Kulturdenkmale in Brügge sind alle Kulturdenkmale der schleswig-holsteinischen Gemeinde Brügge (Kreis Rendsburg-Eckernförde) aufgelistet (Stand: 10. März 2025).

## Legende
In den Spalten befinden sich folgende Informationen:
- Objekt-ID: die Nummer des Kulturdenkmales
- Lage: die Adresse des Kulturdenkmales und die geographischen Koordinaten. Kartenansicht, um Koordinaten zu setzen. In der Kartenansicht sind Kulturdenkmale ohne Koordinaten mit einem roten Marker dargestellt und können in der Karte gesetzt werden. Kulturdenkmale ohne Bild sind mit einem blauen Marker gekennzeichnet, Kulturdenkmale mit Bild mit einem grünen Marker.
- Offizielle Bezeichnung: Bezeichnung des Kulturdenkmales
- Beschreibung: die Beschreibung des Kulturdenkmales
- Bild: ein Bild des Kulturdenkmales

## Sachgesamtheiten
| Objekt-ID      | Lage                                              | Offizielle Bezeichnung | Beschreibung | Bild            |
| -------------- | ------------------------------------------------- | ---------------------- | --- | --------------- |
| 40874 Wikidata | Am Markt 3, Am Markt (54° 10′ 28″ N, 10° 4′ 8″ O) | Kirche St. Johannis    | Aktualisierung vorgesehen - Begründung: geschichtlich, künstlerisch, städtebaulich, Kulturlandschaft prägend - Schutzumfang: Kirche St. Johannis mit Ausstattung, Kirchhof, Lindenreihe, Granitböschungsmauern, Treppenaufgang am Pastorat (Am Markt); ehem. Küsterhaus (Am Markt 3) | Fotos hochladen |

## Bauliche Anlagen
| Objekt-ID     | Lage                                     | Offizielle Bezeichnung              | Beschreibung | Bild            |
| ------------- | ---------------------------------------- | ----------------------------------- | --- | --------------- |
| 3973 Wikidata | Am Markt (54° 10′ 28″ N, 10° 4′ 8″ O)    | Kirche St. Johannis mit Ausstattung | Alteintragung (Aktualisierung vorgesehen) - Begründung: geschichtlich, künstlerisch, städtebaulich - Schutzumfang: gesamtes Objekt - Denkmaltyp: Bauliche Anlage, Sachgesamtheit: Kirche St. Johannis | Fotos hochladen |
| 617 Wikidata  | Sandberg 6 (54° 10′ 24″ N, 10° 4′ 8″ O)  | Wohnhaus                            | Alteintragung (Aktualisierung vorgesehen) - Begründung: Alteintragung (Aktualisierung vorgesehen) - Schutzumfang: Alteintragung (Aktualisierung vorgesehen) - Denkmaltyp: Bauliche Anlage             | Fotos hochladen |
| 618 Wikidata  | Sandberg 8 (54° 10′ 23″ N, 10° 4′ 8″ O)  | Wohnhaus                            | Alteintragung (Aktualisierung vorgesehen) - Begründung: Alteintragung (Aktualisierung vorgesehen) - Schutzumfang: Alteintragung (Aktualisierung vorgesehen) - Denkmaltyp: Bauliche Anlage             | Fotos hochladen |
| 619 Wikidata  | Sandberg 10 (54° 10′ 21″ N, 10° 4′ 9″ O) | Wohnhaus                            | Alteintragung (Aktualisierung vorgesehen) - Begründung: Alteintragung (Aktualisierung vorgesehen) - Schutzumfang: Alteintragung (Aktualisierung vorgesehen) - Denkmaltyp: Bauliche Anlage             | Fotos hochladen |

## Gründenkmale
| Objekt-ID      | Lage                                  | Offizielle Bezeichnung | Beschreibung | Bild            |
| -------------- | ------------------------------------- | ---------------------- | --- | --------------- |
| 22133 Wikidata | Am Markt (54° 10′ 29″ N, 10° 4′ 8″ O) | Kirchhof               | Alteintragung (Aktualisierung vorgesehen) - Begründung: geschichtlich, Kulturlandschaft prägend - Schutzumfang: Kirchhof, Lindenreihe, Granitböschungsmauern, Treppenaufgang am Pastorat - Denkmaltyp: Gründenkmal, Sachgesamtheit: Kirche St. Johannis | Fotos hochladen |

## Quelle
- Liste der Kulturdenkmale in Schleswig-Holstein – Kreis Rendsburg-Eckernförde

- Karte mit allen Koordinaten:
- OSM |
- WikiMap